# Musculus sternohyoideus
Der Musculus sternohyoideus („Brustbein-Zungenbein-Muskel“) ist ein paariger schmaler quergestreifter Muskel der vom sogenannten „Handgriff“ (Manubrium sterni) des Brustbeins zum Zungenbein zieht. Er gehört zur unteren Zungenbeinmuskulatur (infrahyale Muskulatur), zieht das Zungenbein nach unten und ist damit am Schluckakt beteiligt. Die Innervation erfolgt über die Ansa cervicalis profunda, eine Nervenschlinge des Halsgeflechts.
Die Musculi sternohyoidei beider Seiten grenzen in der vorderen Halsmitte aneinander und sind durch Bindegewebe miteinander verbunden. In der Tiermedizin wird bei Operationen an den Bandscheiben der Halswirbelsäule zwischen diesem Muskelpaar vorgegangen.